# Hendrick
Hendrick o Theyanoguin (Contea di Hampden, 1680 circa – 8 settembre 1755) è stato un importante capo Mohawk.

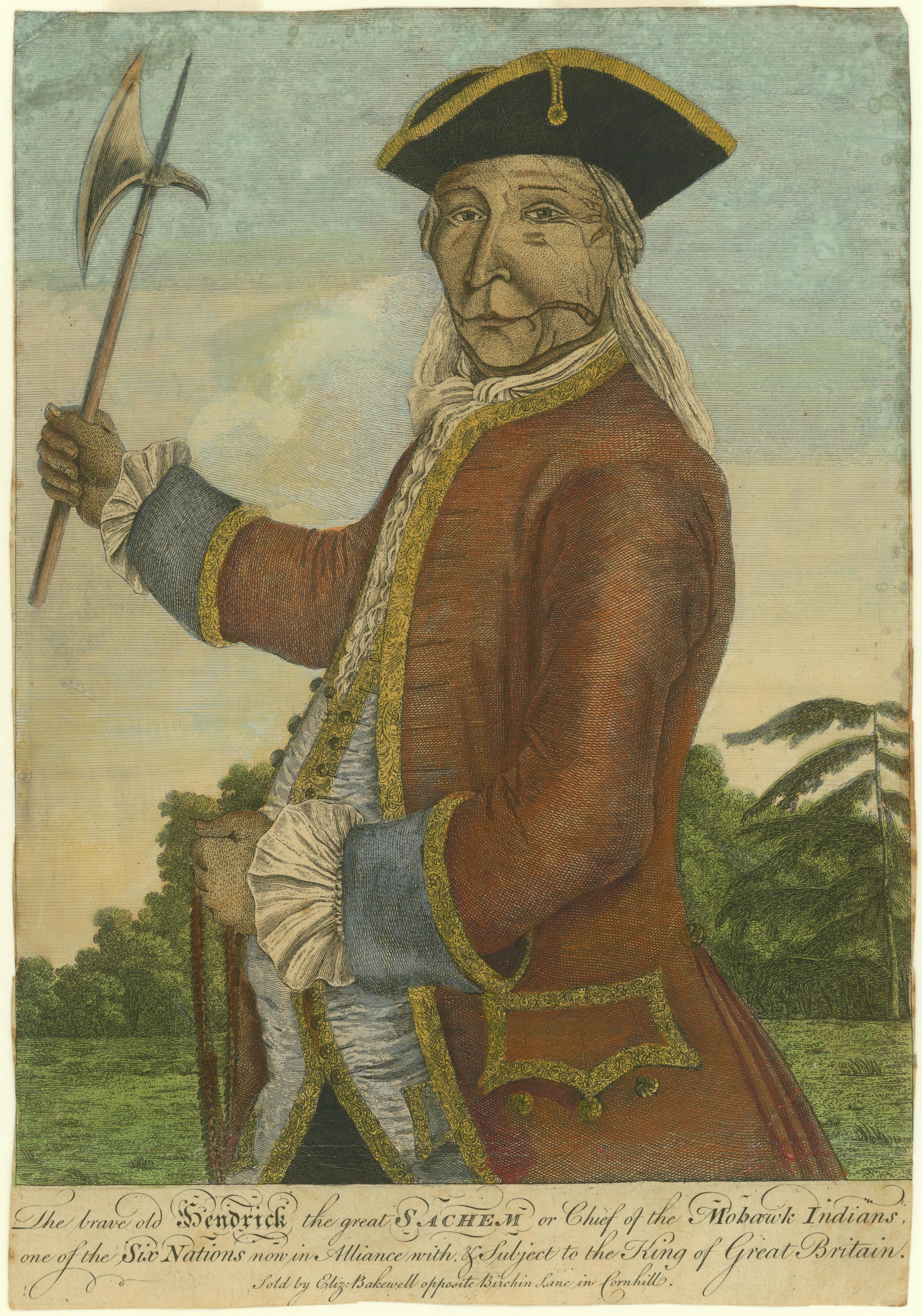
Hendrick

Figlio di una Mohawk e di un mohicano, Hendrick nacque vicino a Westfield (Massachusetts). Trasferitosi nella valle del Mohawk in giovane età, divenne cristiano e fu eletto sachem della sua tribù.
Insieme ad altri tre sachem e sotto la guida di Peter Schuyler, Hendrick fece nel 1710 un viaggio a Londra, dove fu presentato come re Hendrick. Qui chiese alla regina Anna aiuto contro i francesi. Hendrick visitò di nuovo Londra nel 1740.
Rappresentò il suo popolo sia presso il concilio delle Sei Nazioni irochesi sia presso gli inglesi; al congresso di Albany, denunciando le mire sia inglesi che francesi sulle terre indiane ma confermando la sua alleanza con i primi. Durante la guerra franco-indiana, Hendrick guidò un gruppo di guerrieri mohawk che guidavano William Johnson attraverso la valle dell'Hudson nella sua spedizione contro Crown Point. L'8 settembre 1755, durante una missione per fermare un'avanzata francese, Hendrick fu ucciso nel corso della battaglia di Lake George.
La nipote di Hendrick, Caroline, fu la seconda moglie di William Johnson.